# Anni Hartikainen
Anni Eveliina Hartikainen (* 19. August 2003) ist eine finnische Fußballspielerin und seit 2023 auch A-Nationalspielerin.

## Karriere

### Vereine
Hartikainen begann im Alter von 13 Jahren für den in Kuopio ansässigen Pallokissat Kuopio mit dem Fußballspielen. Mit der C-Jugendmannschaft kam sie am 10. April 2016 das erste Mal im Ligaspielbetrieb zum Einsatz; in Vaasa wurde der FC Sport-39 mit 5:0 klar bezwungen.
Im Alter von 16 Jahren gehörte sie der Frauenfußballmannschaft des Kuopion Palloseura an. Ihr Debüt im Seniorinnenbereich am 9. Juni 2019 in der Naisten Liiga, der zweithöchsten Spielklasse im finnischen Frauenfußball, währte beim 2:1-Sieg im Heimspiel gegen die Frauenfußballmannschaft von Åland United 13 Minuten; es war zugleich ihr einziges Punktspiel in dieser Spielzeit.
Von 2020 bis 2023 spielte sie fortan in der unter dem Namen Naisten Liiga höchsten Spielklasse und konnte weitere 81 Punktspiele auf sich vereinen, wie auch 17 Tore. Ihr erstes im Seniorinnenbereich erzielte sie mit dem Start der Spielzeit 2020 am 13. Juni beim 6:0-Sieg im Heimspiel gegen die Turku PS mit dem Treffer zum 2:0 in der 25. Minute. Ins westliche Nachbarland gelangt, gehört sie seit der Spielzeit 2024 dem schwedischen Erstligisten FC Rosengård an.

### Nationalmannschaft
Hartikainen fand als Nationalspielerin für den SPL in der U19-Nationalmannschaft in sieben Länderspielen Berücksichtigung. Am 16. September 2021 bestritt sie ihr erstes von vier Freundschaftsspielen, das mit 3:2 gegen die U18-Nationalmannschaft Schwedens gewonnen wurde. Am 20. Februar 2022 gelangen ihr im letzten Freundschaftsspiel gegen die Schweizer U19-Nationalmannschaft beide Tore beim 2:0-Sieg in Cádiz.
Für die U23-Nationalmannschaft wurde sie in vier Länderspielen (alles Freundschaftsspiele) berücksichtigt; jeweils zwei in den Spieljahren 2022 und 2023. In zwei Vergleichen mit der U23-Nationalmannschaft Frankreichs am 5. und 8. Oktober 2022 in Clairefontaine-en-Yvelines und Poissy wurden beide mit 1:3 und 2:3 verloren. Die zwei Vergleiche mit der U23-Nationalmannschaft Dänemarks am 18. und 21. Februar 2023 (in der Halle des nationalen Trainingszentrums für Fußball und Unihockey in Eerikkilä) endeten beide jeweils 1:1 unentschieden.
Ihr A-Länderspieldebüt erfolgte am 22. September 2023 im Veritas-Stadion von Turku beim 4:0-Sieg über die Nationalmannschaft der Slowakei mit dem ersten Spiel der Gruppe B2 bei der Wettbewerbs-Premiere der Nations-League. Sie wurde weiterhin am 27. und 31. Oktober sowie am 30. November eingesetzt; in Letzterem, beim 6:0-Sieg über die Nationalmannschaft Rumäniens, erzielte sie mit dem Treffer zum Endstand in der 86. Minute ihr erstes A-Länderspieltor.
Bei der Teilnahme ihrer Mannschaft am Turnier um den Pinatar-Cup 2024 wurde sie einzig am 24. Februar beim 1:0-Sieg über die Nationalmannschaft Sloweniens in San Pedro del Pinatar eingesetzt und hatte somit Anteil am Turniersieg, den ihre Mannschaft drei Tage später gegen die Nationalmannschaft Schottlands (1:1; 5:4 i. E.) erzwang.
In der EM-Qualifikationsgruppe A1 wurde sie im dritten bis sechsten Spiel berücksichtigt, wie auch in den drei Ausschlussspielen der ersten und zweiten Runde (1:0 vs. Montenegro, 0:0 und 2:0 vs. Schottland am 25. Oktober, 29. November und 3. Dezember). In der zweiten Ausspielung des Wettbewerbs der Nations-League wurde sie einzig am 25. Februar 2025 im zweiten Spiel der Gruppe B3, beim 1:0-Sieg über die Nationalmannschaft Ungarns eingesetzt. Dem Kader für die Europameisterschaft 2025 zugehörig, kam sie einzig am 6. Juli im zweiten Spiel der Gruppe A, bei der 1:2-Niederlage gegen die Nationalmannschaft Norwegens, zum Einsatz, schied jedoch nach der Gruppenphase aus dem Turnier aus, da sie mit ihrer Mannschaft im letzten und entscheidenden Spiel gegen die Schweizer Nationalmannschaft den 1:1-Ausgleichstreffer in der Nachspielzeit hinnehmen mussten und die punktgleichen Schweizerinnen eine um ein Tor bessere Tordifferenz aufwiesen.

## Erfolge
Nationalmannschaft
- Erste Teilnahme an einer Europameisterschaft (2025)

Kuopion Palloseura
- Finnischer Meister 2021, 2022, 2023
- Finnischer Pokal-Sieger 2023